# Wołowa Turnia
Wołowa Turnia (słow. Volia veža, dawniej Volova veža, 2373 m) – turnia w Wołowym Grzbiecie (Volí chrbát) w Tatrach Wysokich. Znajduje się w głównej grani Tatr na granicy polsko-słowackiej, pomiędzy Wielką Wołową Szczerbiną (Veľká Volová štrbina, ok. 2355 m) na północnym zachodzie, a Żabią Przełęczą Mięguszowiecką (Východná volia štrbina, ok. 2315 m) na południowym wschodzie.
Nazwa turni pochodzi od Wołowego Grzbietu. Jej bryła przypomina nieco piramidę. Widok z jej szczytu jest o wiele mniej rozległy niż z pobliskich Rysów. Wołowa Turnia wznosi się nad Wołową Kotlinką (górne piętro Doliny Mięguszowieckiej) na południu i Czarnostawiańskim Kotłem po północnej, polskiej stronie.
Z rzadkich w Polsce gatunków roślin stwierdzono występowanie na Wołowej Turni rogownicy jednokwiatowej.

## Topografia
Ściana południowa
Jest jedną z głównych taternickich atrakcji Doliny Mięguszowieckiej. Wyróżnia się w niej 3 dobrze wyodrębnione części. Część prawa (patrząc od dołu) ograniczona jest z prawej strony wielką depresją Żabiej Przełęczy Mięguszowieckiej, z lewej południowym żebrem zwanym Żebrem Świerza. Część środkowa o wysokości do 250 m jest głównym celem wspinaczkowym i znajdują się w niej najtrudniejsze drogi wspinaczkowe. Budują ją lite płyty bez traw i kruszyzny. Ograniczona jest z lewej strony południowo-zachodnim filarem zwanym Filarem Puškaša. Kilkadziesiąt metrów poniżej szczytu łączy się on z Żebrem Świerza. Lewa część Filara Puškaša opada do żlebu z Wielkiej Wołowej Szczerby. Ma skośną postawę, w dolnej części wysokość 80 m i zachodnią ekspozycję. Wreszcie trzecia część ściany ma wystawę południowo-zachodnią. Na wysokości około 70 m jej prawą część przecina Wołowa Półka. Jej przedłużeniem po lewej stronie ściany jest ciąg opadających na lewo gzymsów i pęknięć, tzw. Wołowa Rampa.
Ściana północna
Ściana północna ma wysokość ok. 300 m i ograniczona jest dwoma kominami schodzącymi z Żabiej Mięguszowieckiej Przełęczy oraz z Wielkiej Wołowej Szczerbiny. Drugi z kominów nazwano Kominem Stanisławskiego. Podstawę ściany stanowi Zachód Grońskiego, a najniższy punkt ściany znajduje się po prawej stronie żlebu z Żabiej Mięguszowieckiej Przełęczy. W ścianie tej wyróżnia się kilka wyraźnych pięter:
1. Najniższa część to strome ścianki o wysokości od około 50 m po lewej stronie do 5 m po prawej stronie;
2. Gładkie, nachylone pod kątem 45° płyty o wysokości do 30 m. Płyty te to według Władysława Cywińskiego największe lustro tektoniczne w całych Tatrach;
3. Pas przewieszonych ścian mających wysokość do 20 m;
4. Nachylone pod kątem 45°, dobrze urzeźbione i miejscami porośnięte trawkami płyty o wysokości do 50 m;
5. Górne urwisko o wysokości do 60 m, po prawej stronie bardziej strome;
6. Kopuła szczytowa, od górnego urwiska oddzielona szeroką i poziomą półką[2].

## Taternictwo
Pierwsze wejście
- letnie: przy okazji przejścia Wołowego Grzbietu: Katherine Bröske, Simon Häberlein, 11 września 1905 r.,
- zimowe: Alfréd Grósz, 5 kwietnia 1913 r.[3]

Drogi wspinaczkowe
Niektóre drogi na Wołową Turnię są łatwe i dostępne dla przeciętnego turysty, jednak jest to dla turystów obszar zamknięty. Wołowa Turnia jest natomiast popularnym obiektem wspinaczkowym dla taterników. Szczególnie popularna jest ściana południowa. Decydują o tym takie jej walory jak: lita skała, urozmaicone trudności i błyskawiczne wysychanie – co w naszym klimacie jest bardzo ważne. Ściana północna jest około 100-krotnie mniej popularna.

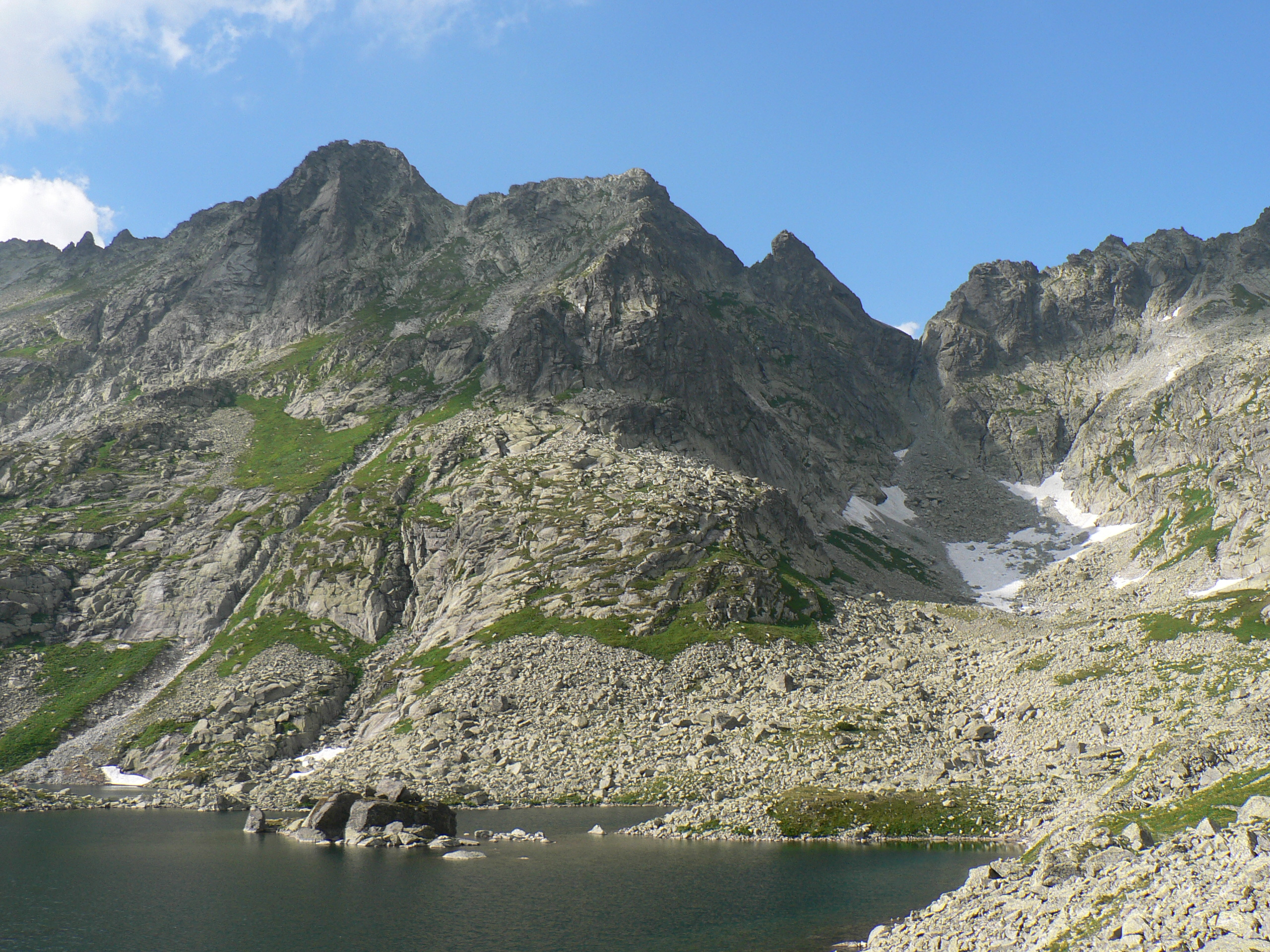
Wołowy Grzbiet do najwyższej Wołowej Turni, Żabia Turnia Mięguszowiecka, Żabi Koń, Żabia Przełęcz. Widok znad Wielkiego Żabiego Stawu Mięguszowieckiego
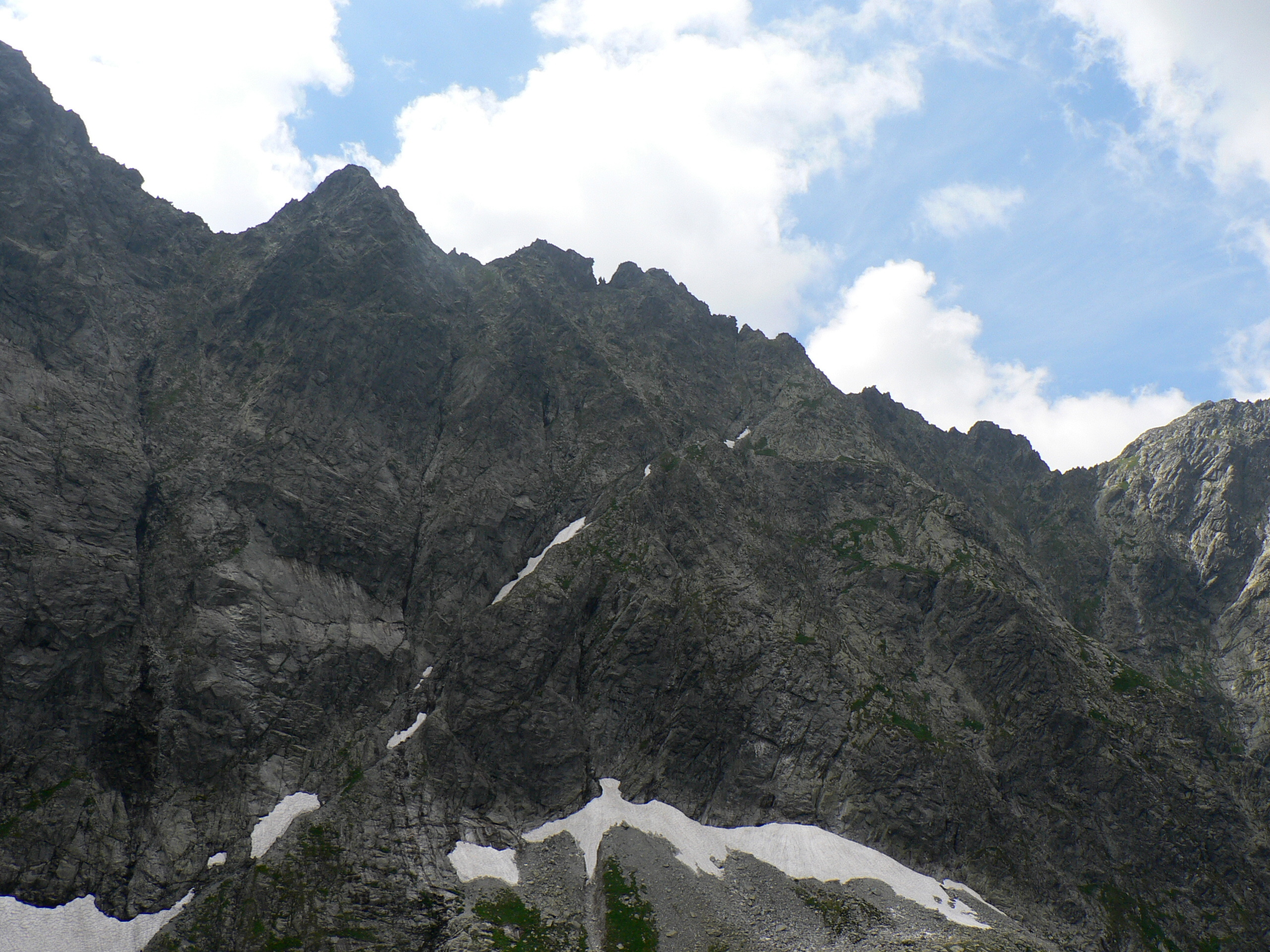
Wołowy Grzbiet od Wołowej Turni do Czarnostawiańskiej Przełęczy. Widok z Buli pod Rysami
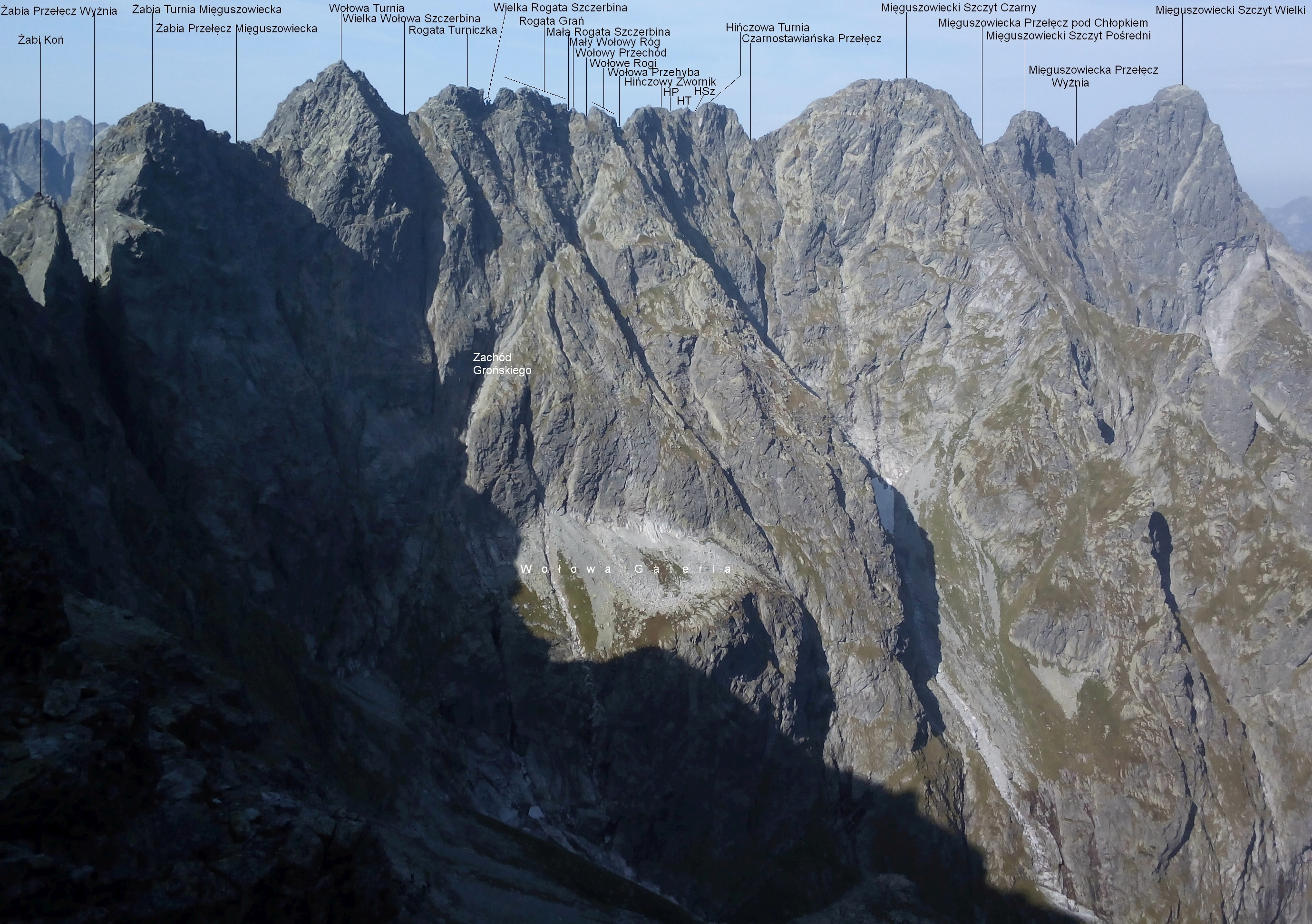
Widok z Niżnich Rysów
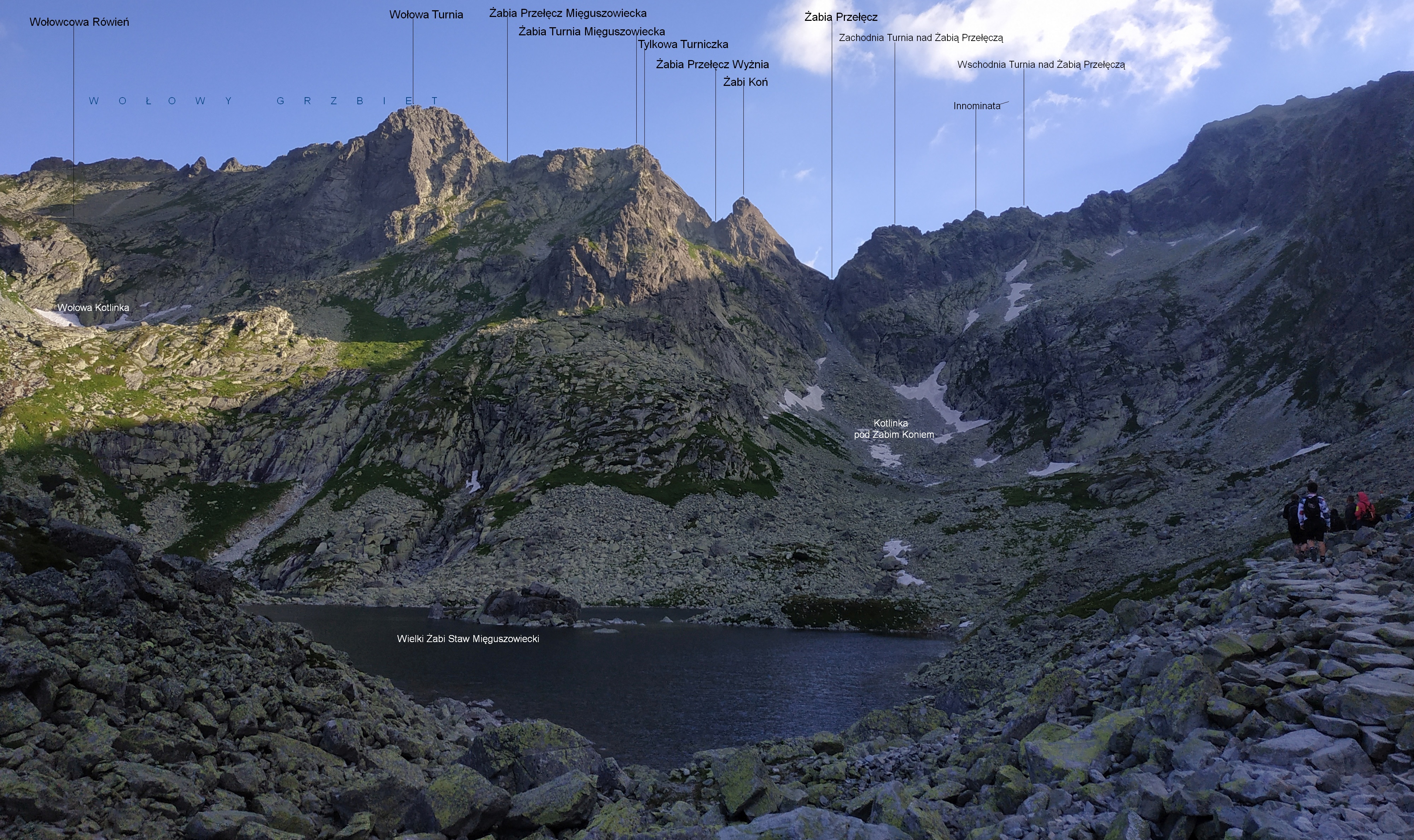
Widok z Doliny Żabiej Mięguszowieckiej

Z Żabiej Doliny Mięguszowieckiej
1. Południową depresją; II w skali UIAA, czas przejścia 1 godz.,
2. Południowym żebrem, drogą Świerza, III, 2 godz.,
3. Prawą częścią południowo-zachodniej ściany, drogą Štáflovej; V-, 3 godz.,
4. Prawa droga Belicy; V+, A3, 6 godz.,
5. Lewa droga Belicy; V+, A3, 6 godz.,
6. Direttissima; warianty V+ lub VI, A2, 3 lub 6 godz.,
7. Droga Stanisławskiego; V-, 3 godz,
8. Kominem Puškaša; V, 3 godz.,
9. Droga Kulhavý-Sulovský; VI+, 3 godz.,
10. Droga Eštok-Janiga; VI+, 4 godz.,
11. Medvidova cesta; VIII+,
12. Droga Orolina; VII, A3, 6 godz.,
13. Droga Wolfów; V, A2, 6 godz.,
14. Stupid wall; VII, 5 godz.,
15. Południowo-zachodnim żebrem, Filarem Puškaša; VI, 4 godz.,
16. Lewą częścią południowo-zachodniego żebra (Prawy Machnik); IV-, 3 godz.,
17. Lewą częścią południowo-zachodniego żebra (Lewy Machnik); V, 3 godz.,
18. Kominem zachodniej ściany; 2 godz. 30 min.[2]

Północna ściana
1. Droga Stanisławskiego; V, 4 odz.,
2. Prawą części ściany (Droga Chrobaka); VI, A1,
3. Droga Pająków VI, A1, 3 godz.,
4. Droga Kajki; VI, A2,8-10 godz.,
5. Drga Skoczylasa; V, 5 godz., skała lita,
6. Droga Machnika; V+, A0, 5 godz.,
7. Droga Surdela; V, 5 godz.,
8. Lewą częścią ściany (Droga Korosadowicza); III, miejsce IV, dwa miejsca V, 4 godz.[2]

Z Żabiej Przełęczy Mięguszowieckiej
1. Obchodząc wschodnią grań po północnej stronie; I, 15 min,
2. Wschodnią granią; III, 30 min[2].